# Heissler Guillén
Heissler Guillén, (Caracas, 17 de dezembro de 1986) é um basquetebolista venezuelano que atualmente joga pelo Guaros de Lara disputando a Liga Profesional de Baloncesto de Venezuela. O atleta possui 1,86m e pesa 95 kg, atua na posição armador. Defendendo a Seleção Venezuelana, participou da inédita conquista da Copa América de 2015 na Cidade do México que credenciou a Venezuela ao Torneio Olímpico nos Jogos Olímpicos de Verão de 2016.
Em 2016 juntamente com a equipe do Guaros de Lara conquistou a FIBA Liga das Américas 2016 com finais em Barquisimeto.